# Suède aux Jeux olympiques d'été de 2012
La Suède participe aux Jeux olympiques d'été de 2012 à Londres au Royaume-Uni du 27 juillet au 12 août 2012. Il s'agit de sa 26e participation à des Jeux olympiques d'été.

## Cérémonies d'ouverture et de clôture
La Suède est la 177e délégation, après le Swaziland et avant la Suisse, à entrer dans le stade olympique de Londres au cours du défilé des nations durant la cérémonie d'ouverture. Le porte-drapeau de la délégation est le cavalier de saut d'obstacles Rolf-Göran Bengtsson.
Les délégations défilent mélangées lors de la cérémonie de clôture à la suite du passage de l'ensemble des porte-drapeaux des nations participantes. Le drapeau suédois est porté cette fois-ci par Fredrik Lööf.

## Médaillés
| Sport                  | Discipline                  | Athlète(s) | Performance     | Date       |
| Médailles d'or : 1     |                             | |                 |            |
| Voile                  | Star hommes                 | Fredrik Lööf Max Salminen |                 | 5 août     |
| Médaille d’argent : 4  |                             | |                 |            |
| Équitation             | Concours complet individuel | Sara Algotsson Ostholt | 43.30           | 31 juillet |
| Handball               | Tournoi masculin            | Mattias Andersson Mattias Gustafsson Kim Andersson Jonas Källman Magnus Jernemyr Niclas Ekberg Dalibor Doder Jonas Larholm Tobias Karlsson Johan Jakobsson Johan Sjöstrand Fredrik Petersen Kim Ekdahl du Rietz Mattias Zachrisson Andreas Nilsson | 21 - 22         | 12 août    |
| Tir                    | Double trap hommes          | Håkan Dahlby | 186             | 2 août     |
| Triathlon              | Épreuve féminine            | Lisa Nordén | 1 h 59 min 48 s | 4 août     |
| Médaille de bronze : 3 |                             | |                 |            |
| Lutte                  | Moins de 120 kg hommes      | Johan Eurén | 1-0 / 0-1 / 1-0 | 6 août     |
| Lutte                  | Moins de 96 kg hommes       | Jimmy Lidberg | 0-2 / 1-0 / 4-1 | 7 août     |
| Voile                  | Laser hommes                | Rasmus Myrgren |                 | 6 août     |

## Athlétisme
Hommes
Concours
| Athlète        | Épreuve           | Qualification | Qualification | Finale   | Finale |
| Athlète        | Épreuve           | Distance      | Rang          | Distance | Rang   |
| -------------- | ----------------- | ------------- | ------------- | -------- | ------ |
| Kim Amb        | Lancer du javelot | 78,94 m       | 14e           | NQ       | NQ     |
| Alhaji Jeng    | Saut à la perche  | NM            | —             | NQ       | NQ     |
| Michel Tornéus | Saut en longueur  | 8,03 m        | 6e            | 8,11 m   | 4e     |

Femmes
Courses
| Athlète             | Épreuve  | Séries   | Séries | Demi-finales | Demi-finales | Finale          | Finale |
| Athlète             | Épreuve  | Résultat | Rang   | Résultat     | Rang         | Résultat        | Rang   |
| ------------------- | -------- | -------- | ------ | ------------ | ------------ | --------------- | ------ |
| Isabellah Andersson | Marathon | NC       | NC     | NC           | NC           | 2 h 27 min 36 s | 18e    |
| Moa Hjelmer         | 400 m    | 52 s 86  | 4e     | NQ           | NQ           | NQ              | NQ     |

Concours
| Athlète            | Épreuve          | Qualification | Qualification | Finale   | Finale |
| Athlète            | Épreuve          | Distance      | Rang          | Distance | Rang   |
| ------------------ | ---------------- | ------------- | ------------- | -------- | ------ |
| Angelica Bengtsson | Saut à la perche | 4,25 m        | = 19e         | NQ       | NQ     |
| Emma Green Tregaro | Saut en hauteur  | 1,93 m        | = 2e          | 1,93 m   | 8e     |
| Ebba Jungmark      | Saut en hauteur  | 1,85m         | = 20e         | NQ       | NQ     |

Épreuve combinée
| Athlète            | Épreuve    | Concours    | 100 H   | Haut.  | Poids   | 200 m   | Long.  | Jav.    | 800 m         | Total          | Rang |
| ------------------ | ---------- | ----------- | ------- | ------ | ------- | ------- | ------ | ------- | ------------- | -------------- | ---- |
| Jessica Samuelsson | Heptathlon | Performance | 13 s 58 | 1,77 m | 14,18 m | 24 s 25 | 6,18 m | 42 s 02 | 2 min 11 s 31 | 6 300 pts (PB) | 14e  |
| Jessica Samuelsson | Heptathlon | Points      | 1 039   | 941    | 806     | 957     | 905    | 706     | 946           | 6 300 pts (PB) | 14e  |

## Aviron
Lassi Karonen participe à l'épreuve du skiff homme, Frida Svensson au skiff femmes.
Hommes
| Athlète       | Compétition | Séries        | Séries | Repêchage | Repêchage | Quarts de finale | Quarts de finale | Demi-finales  | Demi-finales | Finales       | Finales |
| Athlète       | Compétition | Temps         | Rang   | Temps     | Rang      | Temps            | Rang             | Temps         | Rang         | Temps         | Rang    |
| ------------- | ----------- | ------------- | ------ | --------- | --------- | ---------------- | ---------------- | ------------- | ------------ | ------------- | ------- |
| Lassi Karonen | Skiff       | 6 min 45 s 42 | 1er    | BYE       | BYE       | 6 min 57 s 06    | 1er              | 7 min 19 s 77 | 2e           | 7 min 04 s 04 | 4e      |

Femmes
| Athlète        | Compétition | Séries        | Séries | Repêchage | Repêchage | Quarts de finale | Quarts de finale | Demi-finales  | Demi-finales | Finales       | Finales |
| Athlète        | Compétition | Temps         | Rang   | Temps     | Rang      | Temps            | Rang             | Temps         | Rang         | Temps         | Rang    |
| -------------- | ----------- | ------------- | ------ | --------- | --------- | ---------------- | ---------------- | ------------- | ------------ | ------------- | ------- |
| Frida Svensson | Skiff       | 7 min 36 s 21 | 2e     | BYE       | BYE       | 7 min 40 s 64    | 3e               | 7 min 54 s 52 | 5e           | 7 min 56 s 42 | 10e     |

## Badminton
La Suède a qualifié Henri Hurskainen en simple hommes.
| Athlète          | Compétition      | Phase de groupe                  | Phase de groupe                  | Phase de groupe | 8e de finale     | Quarts de finale | Demi-finales     | Finale           | Finale |
| Athlète          | Compétition      | Adversaire Score                 | Adversaire Score                 | Rang            | Adversaire Score | Adversaire Score | Adversaire Score | Adversaire Score | Rang   |
| ---------------- | ---------------- | -------------------------------- | -------------------------------- | --------------- | ---------------- | ---------------- | ---------------- | ---------------- | ------ |
| Henri Hurskainen | Simple messieurs | Cordón (GUA) 21-15, 12-21, 15-21 | Ouseph (GBR) 20-22, 21-17, 15-21 | 3e              | NQ               | NQ               | NQ               | NQ               | NQ     |

## Boxe
La Suède a qualifié Salomo N'tuve et Anthony Yigit chez les hommes ainsi qu'Anna Laurell chez les femmes.
Hommes
| Athlète       | Compétition        | 16e de finale         | 8e de finale          | Quarts de finale | Demi-finales     | Finale           | Finale |
| Athlète       | Compétition        | Adversaire Score      | Adversaire Score      | Adversaire Score | Adversaire Score | Adversaire Score | Rang   |
| ------------- | ------------------ | --------------------- | --------------------- | ---------------- | ---------------- | ---------------- | ------ |
| Salomo N'tuve | Poids mouches      | Suleimenov (KAZ) 8-13 | NQ                    | NQ               | NQ               | NQ               | NQ     |
| Anthony Yigit | Poids super-légers | Ramirez (PUR) 13-9    | Berinchyk (UKR) 23-24 | NQ               | NQ               | NQ               | NQ     |

Femmes
| Athlète      | Compétition  | 8e de finale          | Quarts de finale    | Demi-finales     | Finale           | Finale |
| Athlète      | Compétition  | Adversaire Score      | Adversaire Score    | Adversaire Score | Adversaire Score | Rang   |
| ------------ | ------------ | --------------------- | ------------------- | ---------------- | ---------------- | ------ |
| Anna Laurell | Poids moyens | Rasmussen (AUS) 24-17 | Shields (USA) 14-18 | NQ               | NQ               | NQ     |

## Canoë-kayak

### Course en ligne
Hommes
| Athlète                         | Épreuve        | Séries         | Séries | Demi-finale    | Demi-finale | Finale         | Finale |
| Athlète                         | Épreuve        | Distance       | Rang   | Distance       | Rang        | Distance       | Rang   |
| ------------------------------- | -------------- | -------------- | ------ | -------------- | ----------- | -------------- | ------ |
| Anders Gustafsson               | K1 1000 mètres | 3 min 34 s 419 | 1er    | 3 min 31 s 149 | 3e          | 3 min 29 s 919 | 5e     |
| Henrik Nilsson Markus Oscarsson | K2 1000 mètres | 3 min 16 s 590 | 3es    | 3 min 13 s 125 | 1ers        | 3 min 11 s 803 | 5es    |

Femmes
| Athlète                         | Épreuve       | Séries         | Séries | Demi-finale    | Demi-finale | Finale         | Finale |
| Athlète                         | Épreuve       | Distance       | Rang   | Distance       | Rang        | Distance       | Rang   |
| ------------------------------- | ------------- | -------------- | ------ | -------------- | ----------- | -------------- | ------ |
| Sofia Paldanius                 | K1 200 mètres | 42 s 596       | 2e     | 42 s 688       | 6e          | NQ             | NQ     |
| Sofia Paldanius                 | K1 500 mètres | 1 min 51 s 212 | 1re    | 1 min 51 s 945 | 3e          | 1 min 53 s 197 | 4e     |
| Karin Johansson Josefin Nordlöw | K2 500 mètres | 1 min 44 s 437 | 1res   | 1 min 44 s 025 | 6es         | 1 min 45 s 367 | 10e    |

## Cyclisme

### Cyclisme sur route
En cyclisme sur route, la Suède a qualifié un homme, Gustav Larsson qui fera la course en ligne et le contre-la-montre ainsi que trois femmes, Emilia Fahlin et Emma Johansson qui doubleront contre-la-montre et course en ligne, accompagnées sur cette dernière par Isabelle Söderberg.
Hommes
| Athlète        | Compétition      | Temps           | Rang |
| -------------- | ---------------- | --------------- | ---- |
| Gustav Larsson | Course en ligne  | 5 h 46 min 37 s | 76e  |
| Gustav Larsson | Contre-la-montre | 54 min 35 s 26  | 16e  |

Femmes
| Athlète            | Compétition      | Temps           | Rang |
| ------------------ | ---------------- | --------------- | ---- |
| Emilia Fahlin      | Course en ligne  | 3 h 35 min 56 s | 19e  |
| Emilia Fahlin      | Contre-la-montre | 41 min 15 s 86  | 17e  |
| Emma Johansson     | Course en ligne  | 3 h 35 min 56 s | 6e   |
| Emma Johansson     | Contre-la-montre | 40 min 38 s 56  | 14e  |
| Isabelle Söderberg | Course en ligne  | hors délais     | -    |

### VTT
Alexandra Engen est engagée dans l'épreuve féminine.
| Athlète         | Compétition              | Temps           | Rang |
| --------------- | ------------------------ | --------------- | ---- |
| Alexandra Engen | Cross-country VTT femmes | 1 h 33 min 08 s | 6e   |

## Équitation

### Concours complet
La Suède a qualifié une équipe de concours complet ainsi que cinq cavaliers pour l'épreuve individuelle de dressage grâce à sa quatrième place au championnat d'Europe 2011.
| Athlète                                                                                  | Cheval         | Compétition | Dressage  | Dressage | Cross-country | Cross-country | Saut d'obstacles | Saut d'obstacles | Saut d'obstacles | Saut d'obstacles | Total     | Total |
| Athlète                                                                                  | Cheval         | Compétition | Dressage  | Dressage | Cross-country | Cross-country | Qualification    | Qualification    | Finale           | Finale           | Total     | Total |
| Athlète                                                                                  | Cheval         | Compétition | Pénalités | Rang     | Pénalités     | Rang          | Pénalités        | Rang             | Pénalités        | Rang             | Pénalités | Rang  |
| ---------------------------------------------------------------------------------------- | -------------- | ----------- | --------- | -------- | ------------- | ------------- | ---------------- | ---------------- | ---------------- | ---------------- | --------- | ----- |
| Linda Algotsson                                                                          | La Fair        | Individuel  | (59.80)   | 62e      | (79.80)       | 44e           | (79.80)          | 36e (éliminée)   | –                | –                | –         | –     |
| Sara Algotsson Ostholt                                                                   | Wega           | Individuel  | 39.30     | 4e       | 39.30         | 1er ex aequo  | 39.30            | 1er ex aequo     | 43.30            | 2e               | 43.30     | 2e    |
| Niklas Lindbäck                                                                          | Mister Pooh    | Individuel  | 45.20     | 22e      | 48.00         | 13e           | 57.00            | 20e              | 68.00            | 18e              | 68.00     | 18e   |
| Malin Petersen                                                                           | Sofarsogood    | Individuel  | (60.40)   | 65e      | (61.20)       | 30e           | (67.20)          | 26e (éliminée)   | –                | –                | –         | –     |
| Ludwig Svennerstål                                                                       | Shamwari       | Individuel  | 43.70     | 16e      | 44.10         | 7e            | 52.10            | 11e              | 72.10            | 20e              | 72.10     | 20e   |
| Linda Algotsson Sara Algotsson Ostholt Niklas Lindbäck Malin Petersen Ludwig Svennerstål | Voir ci-dessus | Par équipes | 128.20    | 4e       | 131.40        | 3e            | 148.40           | 4e               | NC               | NC               | NC        | NC    |

### Dressage
La Suède a qualifié une équipe de dressage ainsi que trois cavaliers pour l'épreuve individuelle de dressage grâce à sa quatrième place au championnat d'Europe 2011.
| Athlète                                             | Cheval         | Compétition | Grand Prix | Grand Prix | Grand Prix Spécial | Grand Prix Spécial | Grand Prix Libre | Grand Prix Libre |
| Athlète                                             | Cheval         | Compétition | Score      | Rang       | Score              | Rang               | Score            | Rang             |
| --------------------------------------------------- | -------------- | ----------- | ---------- | ---------- | ------------------ | ------------------ | ---------------- | ---------------- |
| Patrik Kittel                                       | Scandic        | Individuel  | 73.073     | 15e        | 74.079             | 14e                | 78.732           | 14e              |
| Minna Telde                                         | Santana        | Individuel  | 67.477     | 44e        | 72.270             | 20e (éliminée)     | -                | -                |
| Tinne Vilhelmsson-Silfvén                           | Don Auriello   | Individuel  | 74.271     | 14e        | 74.063             | 15e                | 79.286           | 11e              |
| Patrik Kittel Minna Telde Tinne Vilhelmsson-Silfvén | Voir ci-dessus | Par équipes | 71.940     | 7e         | 72.706             | 5e                 | NC               | NC               |

### Saut d'obstacles
La Suède a qualifié une équipe ainsi que quatre cavaliers pour l'épreuve individuelle de saut d'obstacle grâce à l'issue du championnat d'Europe 2011.
Les sélections de cette équipe ont été perturbées par les forfaits de Malin Baryard-Johnsson et Angelica Augustsson. 
Rolf-Göran Bengtsson, vice-champion olympique en 2008, a réussi à se qualifier pour la finale individuelle, mais son cheval Casall La Silla n'a pas passé la visite vétérinaire, et le couple n'a pas pu continuer la compétition. 
| Athlète                                                                          | Cheval          | Compétition | Qualification | Qualification  | Qualification | Qualification | Qualification | Qualification | Qualification | Qualification | Finale    | Finale        | Finale    | Finale   | Finale   | Total     | Total |
| Athlète                                                                          | Cheval          | Compétition | 1er tour      | 1er tour       | 2e tour       | 2e tour       | 2e tour       | 3e tour       | 3e tour       | 3e tour       | Finale A  | Finale A      | Finale B  | Finale B | Finale B | Total     | Total |
| Athlète                                                                          | Cheval          | Compétition | Pénalités     | Rang           | Pénalités     | Total         | Rang          | Pénalités     | Total         | Rang          | Pénalités | Rang          | Pénalités | Total    | Rang     | Pénalités | Rang  |
| -------------------------------------------------------------------------------- | --------------- | ----------- | ------------- | -------------- | ------------- | ------------- | ------------- | ------------- | ------------- | ------------- | --------- | ------------- | --------- | -------- | -------- | --------- | ----- |
| Rolf-Göran Bengtsson                                                             | Casall La Silla | Individuel  | 0             | 1er            | 0             | 0             | 1er           | 8             | 8             | 11e           | –         | –             | –         | –        | –        | –         | –     |
| Lisen Bratt Fredricson                                                           | Matrix          | Individuel  | Éliminée      | 72e (éliminée) | 4             | 4             | (éliminée)    | 12            | 16            | (éliminée)    | –         | –             | –         | –        | –        | –         | –     |
| Henrik von Eckermann                                                             | Allerdings      | Individuel  | 0             | 1er            | 0             | 0             | 1er           | (16)          | 16            | 33e           | 8         | 23e(éliminé)  | –         | –        | –        | –         | –     |
| Jens Fredricson                                                                  | Lunatic         | Individuel  | 0             | 1er            | (8)           | 8             | 31e           | 4             | 12            | 26e           | 9         | 26e (éliminé) | –         | –        | –        | –         | –     |
| Rolf-Göran Bengtsson Lisen Bratt Fredricson Henrik von Eckermann Jens Fredricson | Voir ci-dessus  | Par équipes | 0             | 1er ex aequo   | 4             | 4             | 2e ex aequo   | 24            | 28            | 6e ex aequo   | –         | –             | –         | –        | –        | –         | –     |

## Football
L'équipe suédoise féminine de football s'est qualifiée en faisant partie des deux meilleures équipes européennes lors de la Coupe du monde 2011.

### Tournoi féminin
Classement
| Rang | Équipe         | Pts | J | G | N | P | Bp | Bc | Diff |
| ---- | -------------- | --- | - | - | - | - | -- | -- | ---- |
| 1    | Suède          | 5   | 1 | 1 | 2 | 0 | 6  | 3  | +3   |
| 2    | Japon          | 3   | 1 | 1 | 0 | 0 | 2  | 1  | +1   |
| 3    | Canada         | 0   | 1 | 0 | 0 | 1 | 1  | 2  | -1   |
| 4    | Afrique du Sud | 0   | 1 | 0 | 0 | 1 | 1  | 4  | -3   |

|  | Qualifié pour le deuxième tour de la compétition.                                                                  |
|  | Pts points ; G victoires ; N match nuls ; P défaites Bp buts marqués ; Bc buts encaissés ; Diff différence de buts |

Matchs
| 25 juillet 2012 | Suède                                                                         | 4-1   | Afrique du Sud    | Stade de la ville de Coventry, Coventry          |                                                  |
| 19h45 CEST      | Nilla Fischer 7e · Lisa Dahlkvist 20e · Lotta Schelin 21e · Lotta Schelin 63e | (3-0) | 60e Portia Modise | Spectateurs : 18 290 Arbitrage : Salomé di Iorio | Spectateurs : 18 290 Arbitrage : Salomé di Iorio |
| 19h45 CEST      | Rapport                                                                       |       |                   | Spectateurs : 18 290 Arbitrage : Salomé di Iorio | Spectateurs : 18 290 Arbitrage : Salomé di Iorio |

| 28 juillet 2012 | Japon | 0-0   | Suède | Stade de la ville de Coventry, Coventry             |                                                     |
| 12h00 CEST      |       | (0-0) |       | Spectateurs : 14 160 Arbitrage : Quetzalli Alvarado | Spectateurs : 14 160 Arbitrage : Quetzalli Alvarado |

| 31 juillet 2012 | Canada | 2-2   | Suède | St James' Park, Newcastle                    |                                              |
| 14h30 CEST      |        | (1-2) |       | Spectateurs : 12 719 Arbitrage : Hong Eun-ah | Spectateurs : 12 719 Arbitrage : Hong Eun-ah |

Quart de finale
| 3 août 2012 | Suède             | 1-2   | France                                | Hampden Park, Glasgow                       |                                             |
| 13h00 CEST  | Nilla Fischer 18e | (1-2) | 29e Laura Georges · 39e Wendie Renard | Spectateurs : 12 869 Arbitrage : Kari Seitz | Spectateurs : 12 869 Arbitrage : Kari Seitz |

## Gymnastique

### Artistique
Femmes
| Athlète        | Compétition | Appareils | Appareils | Appareils | Appareils | Qualification | Qualification | Appareils | Appareils | Appareils | Appareils | Finale | Finale |
| Athlète        | Compétition | S         | SC        | BA        | P         | Total         | Rang          | S         | SC        | BA        | P         | Total  | Rang   |
| -------------- | ----------- | --------- | --------- | --------- | --------- | ------------- | ------------- | --------- | --------- | --------- | --------- | ------ | ------ |
| Jonna Adlerteg | Individuel  | 12.446    | 13.600    | 13.933    | 12.200    | 52.199        | 39e           | NQ        | NQ        | NQ        | NQ        | NQ     | NQ     |

## Handball
L'équipe masculine s'est qualifiée en remportant un des trois tournois de qualification olympique. L'équipe féminine s'est qualifiée grâce à sa place de finaliste au Championnat d'Europe 2010.

### Tournoi masculin
Classement
| # | Équipe          | Pts | G | N | P | BP  | BC  | Diff |
| - | --------------- | --- | - | - | - | --- | --- | ---- |
| 1 | Islande         | 10  | 5 | 0 | 0 | 167 | 132 | +35  |
| 2 | France          | 8   | 4 | 0 | 1 | 159 | 110 | +49  |
| 3 | Suède           | 6   | 3 | 0 | 2 | 156 | 115 | +41  |
| 4 | Tunisie         | 4   | 2 | 0 | 3 | 121 | 125 | -4   |
| 5 | Argentine       | 2   | 1 | 0 | 4 | 113 | 138 | -25  |
| 6 | Grande-Bretagne | 0   | 0 | 0 | 5 | 96  | 192 | -96  |

|  | Qualifié pour les quarts de finale                                                                             |
|  | Éliminé |
|  | Pts points ; G victoires ; N nuls ; P défaites BP buts marqués ; BC buts encaissés ; Diff différence de points |

Matchs
| 29 juillet 14 h 30 | Suède   | 28 - 21   | Tunisie     | Copper Box, Londres Affluence : 4 155 Arbitrage : O. Raluy López, A. Sabroso |
| 29 juillet 14 h 30 | Doder 8 | (16 - 11) | Boughanmi 6 | Copper Box, Londres Affluence : 4 155 Arbitrage : O. Raluy López, A. Sabroso |
| 29 juillet 14 h 30 | ×3 ×4   | Rapport   | ×3 ×5       | Copper Box, Londres Affluence : 4 155 Arbitrage : O. Raluy López, A. Sabroso |

| 31 juillet 14 h 30 | Grande-Bretagne | 19 - 41   | Suède     | Copper Box, Londres Affluence : 4 382 Arbitrage : N. Nikolić, D. Stojković |
| 31 juillet 14 h 30 | Larsson 4       | (10 - 24) | Ekberg 13 | Copper Box, Londres Affluence : 4 382 Arbitrage : N. Nikolić, D. Stojković |
| 31 juillet 14 h 30 | ×3 ×6 ×1        | Rapport   | ×3 ×4     | Copper Box, Londres Affluence : 4 382 Arbitrage : N. Nikolić, D. Stojković |

| 2 août 21 h 15 | Suède     | 32 - 33   | Islande      | Copper Box, Londres Affluence : 4 590 Arbitrage : G. Nachevski, S. Nikolov |
| 2 août 21 h 15 | Källman 9 | (13 - 17) | Pálmarsson 9 | Copper Box, Londres Affluence : 4 590 Arbitrage : G. Nachevski, S. Nikolov |
| 2 août 21 h 15 | ×3        | Rapport   | ×3 ×8        | Copper Box, Londres Affluence : 4 590 Arbitrage : G. Nachevski, S. Nikolov |

| 4 août 14 h 30 | Suède    | 29 - 13  | Argentine    | Copper Box, Londres Affluence : 4 592 Arbitrage : O. Raluy López, A. Sabroso |
| 4 août 14 h 30 | Ekberg 9 | (12 - 8) | Simonet D. 3 | Copper Box, Londres Affluence : 4 592 Arbitrage : O. Raluy López, A. Sabroso |
| 4 août 14 h 30 | ×4 ×1    | Rapport  | ×3           | Copper Box, Londres Affluence : 4 592 Arbitrage : O. Raluy López, A. Sabroso |

| 6 août 21 h 15 | France     | 29 - 26   | Suède               | Copper Box, Londres Affluence : 4 833 Arbitrage : M. Gubica, B.Milosevic |
| 6 août 21 h 15 | Narcisse 6 | (18 - 12) | Ekberg, Andersson 5 | Copper Box, Londres Affluence : 4 833 Arbitrage : M. Gubica, B.Milosevic |
| 6 août 21 h 15 | ×3 ×1      | Rapport   | ×3 ×2               | Copper Box, Londres Affluence : 4 833 Arbitrage : M. Gubica, B.Milosevic |

Quart de Finale
| 8 août 18 h 00 | Suède   | 24 - 22  | Danemark   | Basketball Arena, Londres Affluence : 9 494 Arbitrage : G. Nachevski, S. Nikolov |
| 8 août 18 h 00 | Doder 6 | (11 - 9) | Lindberg 6 | Basketball Arena, Londres Affluence : 9 494 Arbitrage : G. Nachevski, S. Nikolov |
| 8 août 18 h 00 | ×4 ×5   | Rapport  | ×4 ×2      | Basketball Arena, Londres Affluence : 9 494 Arbitrage : G. Nachevski, S. Nikolov |

Demi-Finale
| 10 août 17 h 00 | Hongrie   | 26 - 27   | Suède    | Basketball Arena, Londres Affluence : 9 597 Arbitrage : L. Geipel, M. Helbig |
| 10 août 17 h 00 | Császár 8 | (12 - 15) | Ekberg 6 | Basketball Arena, Londres Affluence : 9 597 Arbitrage : L. Geipel, M. Helbig |
| 10 août 17 h 00 | ×4 ×3     | Rapport   | ×3 ×5    | Basketball Arena, Londres Affluence : 9 597 Arbitrage : L. Geipel, M. Helbig |

Finale
| 12 août 15 h 00 | Suède    | 21 - 22  | France           | Basketball Arena, Londres Affluence : 9 627 Arbitrage : N. Krstić, P. Ljubič |
| 12 août 15 h 00 | Ekberg 6 | (8 - 10) | Michaël Guigou 5 | Basketball Arena, Londres Affluence : 9 627 Arbitrage : N. Krstić, P. Ljubič |
| 12 août 15 h 00 | ×3 ×4    | Rapport  | ×4 ×2            | Basketball Arena, Londres Affluence : 9 627 Arbitrage : N. Krstić, P. Ljubič |

### Tournoi féminin
Classement
| # | Équipe       | Pts | G | N | P | BP  | BC  | Diff | GAP |
| - | ------------ | --- | - | - | - | --- | --- | ---- | --- |
| 1 | France       | 9   | 4 | 1 | 0 | 125 | 103 | +22  |     |
| 2 | Corée du Sud | 7   | 3 | 1 | 1 | 136 | 130 | +6   | +4  |
| 3 | Espagne      | 7   | 3 | 1 | 1 | 119 | 114 | +5   | -4  |
| 4 | Norvège      | 5   | 2 | 1 | 2 | 118 | 120 | -2   |     |
| 5 | Danemark     | 2   | 1 | 0 | 4 | 113 | 121 | -8   |     |
| 6 | Suède        | 0   | 0 | 0 | 5 | 108 | 131 | -23  |     |

|  | Qualifié pour les quarts de finale |
|  | Pts points ; G victoires ; N nuls ; P défaites BP buts marqués ; BC buts encaissés ; Diff différence de points ; GAP goal avérage particulier |

Matchs
| 28 juillet | Danemark     | 21 - 18  | Suède              | Copper Box, Londres                  |                                      |
| 16 h 15    | Rikke Skov 6 | (8 - 10) | Isabelle Gullden 5 | Arbitrage : N. Nikolic, D. Stojkovic | Arbitrage : N. Nikolic, D. Stojkovic |
| 16 h 15    | Rapport      |          |                    | Arbitrage : N. Nikolic, D. Stojkovic | Arbitrage : N. Nikolic, D. Stojkovic |

| 30 juillet | Suède               | 21 - 24  | Norvège                                  | Copper Box, Londres                 |                                     |
| 21 h 15    | Linnea Torstenson 6 | (9 - 14) | Linn Kristin Koren, Linn Jørum Sulland 5 | Arbitrage : Y. Coulibaly, M.Diabaté | Arbitrage : Y. Coulibaly, M.Diabaté |
| 21 h 15    | Rapport             |          |                                          | Arbitrage : Y. Coulibaly, M.Diabaté | Arbitrage : Y. Coulibaly, M.Diabaté |

| 1er août | France                                                           | 29 - 17   | Suède          | Copper Box, Londres                 |                                     |
| 14 h 30  | Paule Baudouin, Siraba Dembele, Claudine Mendy, Allison Pineau 4 | (16 - 11) | Johanna Ahlm 6 | Arbitrage : M. Gubica, B. Milosevic | Arbitrage : M. Gubica, B. Milosevic |
| 14 h 30  | Rapport                                                          |           |                | Arbitrage : M. Gubica, B. Milosevic | Arbitrage : M. Gubica, B. Milosevic |

| 3 août  | Espagne                                         | 25 - 24   | Suède              | Copper Box, Londres                      |                                          |
| 19 h 30 | Nely Alberto Francisca, Marta Mangue Gonzalez 6 | (11 - 10) | Hanna Fogelstrom 5 | Arbitrage : O. Al-Marzouqi, M. Al-Nuaimi | Arbitrage : O. Al-Marzouqi, M. Al-Nuaimi |
| 19 h 30 | Rapport                                         |           |                    | Arbitrage : O. Al-Marzouqi, M. Al-Nuaimi | Arbitrage : O. Al-Marzouqi, M. Al-Nuaimi |

| 5 août | Suède               | 28 - 32   | Corée du Sud   | Copper Box, Londres                    |                                        |
| 9 h 30 | Kristina Flognman 8 | (13 - 16) | Ryu Eun-hee 10 | Arbitrage : M. Al-Suwaidi, S. Bamutref | Arbitrage : M. Al-Suwaidi, S. Bamutref |
| 9 h 30 | Rapport             |           |                | Arbitrage : M. Al-Suwaidi, S. Bamutref | Arbitrage : M. Al-Suwaidi, S. Bamutref |

## Judo
Marcus Nyman participe dans la catégorie des moins de 90 kg.
| Athlète      | Compétition           | 1/16 de finale          | 1/8 de finale       | Quarts de finale    | Demi-finales        | Repêchage 1         | Repêchage 2         | Finale              | Finale |
| Athlète      | Compétition           | Adversaire Résultat     | Adversaire Résultat | Adversaire Résultat | Adversaire Résultat | Adversaire Résultat | Adversaire Résultat | Adversaire Résultat | Rang   |
| ------------ | --------------------- | ----------------------- | ------------------- | ------------------- | ------------------- | ------------------- | ------------------- | ------------------- | ------ |
| Marcus Nyman | Moins de 90 kg hommes | Choriev (UZB) 0013-0101 | NQ                  | NQ                  | NQ                  | NQ                  | NQ                  | NQ                  | NQ     |

## Plongeon
Christofer Eskilsson participe à l'épreuve masculine individuelle du haut-vol à 10 mètres, Anna Lindberg à l'épreuve individuelle féminine du tremplin à 3 mètres.

## Taekwondo
Uno Sanli participe dans la catégorie masculine des moins de 58 kg, Elin Johansson dans la catégorie féminine des moins de 67 kg.

## Tennis
- Simple dames : Sofia Arvidsson
- Double mixte : Sofia Arvidsson et Robert Lindstedt

| Athlète                          | Compétition      | 1/32 de finale            | 1/16 de finale                     | 1/8 de finale                          | Quarts de finale    | Demi-finales        | Bronze              | Finale              | Finale |
| Athlète                          | Compétition      | Adversaire Résultat       | Adversaire Résultat                | Adversaire Résultat                    | Adversaire Résultat | Adversaire Résultat | Adversaire Résultat | Adversaire Résultat | Rang   |
| -------------------------------- | ---------------- | ------------------------- | ---------------------------------- | -------------------------------------- | ------------------- | ------------------- | ------------------- | ------------------- | ------ |
| Johan Brunström Robert Lindstedt | Double messieurs | NC                        | Djokovic - Troicki (SRB) 7-68, 6-3 | Čilić - Dodig (CRO) 2-6, 3-6           | NQ                  | NQ                  | NQ                  | NQ                  | NQ     |
| Sofia Arvidsson                  | Simple dames     | Zvonareva (RUS) 63-7, 3-6 | NQ                                 | NQ                                     | NQ                  | NQ                  | NQ                  | NQ                  | NQ     |
| Sofia Arvidsson Robert Lindstedt | Double mixte     | NC                        | NC                                 | Bracciali - Vinci (ITA) 3-6, 6-4, 8-10 | NQ                  | NQ                  | NQ                  | NQ                  | NQ     |

## Tennis de table
Hommes
| Athlète                                  | Compétition   | Tour préliminaire | 1er tour              | 2e tour          | 3e tour          | 4e tour          | Quarts de finale | Demi-finales     | Finale           | Finale |
| Athlète                                  | Compétition   | Adversaire Score  | Adversaire Score      | Adversaire Score | Adversaire Score | Adversaire Score | Adversaire Score | Adversaire Score | Adversaire Score | Rang   |
| ---------------------------------------- | ------------- | ----------------- | --------------------- | ---------------- | ---------------- | ---------------- | ---------------- | ---------------- | ---------------- | ------ |
| Pär Gerell                               | Simple hommes | BYE               | Lashin (en) (EGY) 3-4 | NQ               | NQ               | NQ               | NQ               | NQ               | NQ               | NQ     |
| Jörgen Persson                           | Simple hommes | BYE               | Toriola (NGR) 4-1     | Gaćina (CRO) 0-4 | NQ               | NQ               | NQ               | NQ               | NQ               | NQ     |
| Pär Gerell Jens Lundqvist Jörgen Persson | Par équipes   | NC                | Allemagne 1-3         | NC               | NC               | NC               | NQ               | NQ               | NQ               | NQ     |

## Tir
Hommes
| Athlète         | Compétition | Qualification | Qualification | Finale | Finale                             |
| Athlète         | Compétition | Points        | Rang          | Points | Rang                               |
| --------------- | ----------- | ------------- | ------------- | ------ | ---------------------------------- |
| Håkan Dahlby    | Double trap | 137           | 5e            | 186    | Médaille d'argent, Jeux olympiques |
| Stefan Nilsson  | Skeet       | 118           | 15e           | NC     | NC                                 |
| Marcus Svensson | Skeet       | 119           | 7e            | NC     | NC                                 |

Femmes
| Athlète           | Compétition | Qualification | Qualification | Finale | Finale |
| Athlète           | Compétition | Points        | Rang          | Points | Rang   |
| ----------------- | ----------- | ------------- | ------------- | ------ | ------ |
| Therese Lundqvist | Skeet       | 67            | 7e            | NC     | NC     |

## Tir à l'arc
| Athlète             | Compétition       | Tour préliminaire | Tour préliminaire | 1er tour           | 2e tour          | 3e tour          | Quarts de finale | Demi-finales     | Finale           | Finale |
| Athlète             | Compétition       | Score             | Rang              | Adversaire Score   | Adversaire Score | Adversaire Score | Adversaire Score | Adversaire Score | Adversaire Score | Rang   |
| ------------------- | ----------------- | ----------------- | ----------------- | ------------------ | ---------------- | ---------------- | ---------------- | ---------------- | ---------------- | ------ |
| Christine Bjerendal | Individuel femmes | 625               | 49e               | Hayakawa (JPN) 4-6 | NQ               | NQ               | NQ               | NQ               | NQ               | NQ     |

## Triathlon
Lisa Nordén participe à l'épreuve féminine.
| Athlète     | Compétition | Natation (1,5 km) | Cyclisme (40 km) | Course(10 km) | Total           | Rang                               |
| ----------- | ----------- | ----------------- | ---------------- | ------------- | --------------- | ---------------------------------- |
| Lisa Nordén | Femmes      | 19 min 17 s       | 1 h 05 min 33 s  | 33 min 42 s   | 1 h 59 min 48 s | Médaille d'argent, Jeux olympiques |

## Voile
Hommes
| Athlète(s)                       | Comp. | Régate 1 | Régate 2 | Régate 3 | Régate 4 | Régate 5 | Régate 6 | Régate 7 | Régate 8 | Régate 9 | Régate 10 | Total net | Total net | Medal Race | Total | Rang                                |
| Athlète(s)                       | Comp. | Score    | Score    | Score    | Score    | Score    | Score    | Score    | Score    | Score    | Score     | Score     | Rang      | Score      | Total | Rang                                |
| -------------------------------- | ----- | -------- | -------- | -------- | -------- | -------- | -------- | -------- | -------- | -------- | --------- | --------- | --------- | ---------- | ----- | ----------------------------------- |
| Rasmus Myrgren                   | Laser | 11       | 5        | 4        | 5        | 25       | 10       | 4        | 9        | 10       | 2         | 60        | 3e        | 12         | 72    | Médaille de bronze, Jeux olympiques |
| Daniel Birgmark                  | Finn  | 17       | 5        | 14       | 1        | 9        | 9        | 10       | 12       | 10       | 8         | 78        | 8e        | 12         | 90    | 9e                                  |
| Anton Dahlberg Sebastian Ostling | 470   | 4        | 6        | 8        | 14       | 13       | 9        | 14       | 24       | 22       | 13        | 103       | 10e       | 20         | 123   | 10e                                 |
| Frederic Lööf Max Salminen       | Star  | 10       | 4        | 4        | 1        | 5        | 3        | 4        | 1        | 2        | 6         | 30        | 3es       | 2          | 32    | Médaille d'or, Jeux olympiques      |

| Athlète                        | Comp. | Régate 1 | Régate 2 | Régate 3 | Régate 4 | Régate 5 | Régate 6 | Régate 7 | Régate 8 | Régate 9 | Régate 10 | Régate 11 | Régate 12 | Régate 13 | Régate 14 | Régate 15 | Total net | Total net | Medal Race | Total | Rang |
| Athlète                        | Comp. | Score    | Score    | Score    | Score    | Score    | Score    | Score    | Score    | Score    | Score     | Score     | Score     | Score     | Score     | Score     | Score     | Rang      | Score      | Total | Rang |
| ------------------------------ | ----- | -------- | -------- | -------- | -------- | -------- | -------- | -------- | -------- | -------- | --------- | --------- | --------- | --------- | --------- | --------- | --------- | --------- | ---------- | ----- | ---- |
| Jonas von Geijer Nicals During | 49er  | 5        | 3        | 12       | 8        | 17       | 4        | 14       | 3        | 16       | 8         | 19        | 6         | 18        | 10        | 11        | 135       | 10e       | 18         | 153   | 10e  |

Femmes
| Athlète(s)                      | Comp.        | Régate 1 | Régate 2 | Régate 3 | Régate 4 | Régate 5 | Régate 6 | Régate 7 | Régate 8 | Régate 9 | Régate 10 | Total net | Total net | Medal Race | Total | Rang |
| Athlète(s)                      | Comp.        | Score    | Score    | Score    | Score    | Score    | Score    | Score    | Score    | Score    | Score     | Score     | Rang      | Score      | Total | Rang |
| ------------------------------- | ------------ | -------- | -------- | -------- | -------- | -------- | -------- | -------- | -------- | -------- | --------- | --------- | --------- | ---------- | ----- | ---- |
| Josefin Olsson                  | Laser Radial | 25       | 17       | 5        | 18       | 14       | 24       | 29       | 29       | 5        | 14        | 151       | 18e       | NQ         | NQ    | NQ   |
| Lisa Ericson Astrid Gabrielsson | 470          | 17       | 11       | 11       | 9        | 13       | 15       | 19       | 12       | 18       | 20        | 128       | 19e       | NQ         | NQ    | NQ   |

| Athlète                                        | Comp.      | RR 1                | RR 2                | RR 3                | RR 4                | RR 5                | RR 6                | RR 7                | RR 8                | RR 9                | RR 10               | RR 11               | Total | Rang  | 1/4 de finale       | 1/2 finale          | Match pour le bronze | Finale              |
| Athlète                                        | Comp.      | Adversaire Résultat | Adversaire Résultat | Adversaire Résultat | Adversaire Résultat | Adversaire Résultat | Adversaire Résultat | Adversaire Résultat | Adversaire Résultat | Adversaire Résultat | Adversaire Résultat | Adversaire Résultat | Total | Rang  | Adversaire Résultat | Adversaire Résultat | Adversaire Résultat  | Adversaire Résultat |
| ---------------------------------------------- | ---------- | ------------------- | ------------------- | ------------------- | ------------------- | ------------------- | ------------------- | ------------------- | ------------------- | ------------------- | ------------------- | ------------------- | ----- | ----- | ------------------- | ------------------- | -------------------- | ------------------- |
| Anna Kjellberg Malin Källström Lotta Harrysson | Elliott 6m | D                   | D                   | D                   | D                   | D                   | D                   | D                   | D                   | D                   | D                   | V                   | 1     | = 11e | NQ                  | NQ                  | NQ                   | NQ                  |